# Robert E. Pollock
Robert Elwood Pollock (* 2. März 1936 in Regina (Saskatchewan); † 28. August 2018 in Bloomington, Indiana) war ein kanadisch-US-amerikanischer experimenteller Kernphysiker, Beschleunigerphysiker und Plasmaphysiker.
Pollock studierte an der University of Manitoba mit dem Bachelor-Abschluss 1957 und wurde 1962 an der Princeton University promoviert. Als Post-Doktorand war er bis 1964 am Atomic Energy Research Establishment in Harwell beschäftigt und dann Assistant Professor an der Princeton University. Ab 1970 war er Associate Professor und später Professor an der Indiana University, wo er die Zyklotron Abteilung leitete und 1984 den Titel Distinguished Professor erhielt. Seit 1995 war Pollock US-amerikanischer Staatsbürger. 2001 emeritierte er.
Er befasst sich mit der Entwicklung von Beschleunigern (Speicherringe, Zyklotrone), nicht-neutralen Plasmen (wie sie in den Teilchenstrahlen von Beschleunigern auftreten) und mit Kernphysik bei mittleren Energien.
1985 erhielt er den Humboldt-Forschungspreis und 1992 den Tom-W.-Bonner-Preis für Kernphysik.